# ناحية النهرين
ناحية النهرين هي ناحية في قضاء الضلوعية في محافظة صلاح الدين وسط شمال العراق، مركزها قرية الحردانية، استحدثت الناحية في عام 2018، تبعد حوالي 6 كيلومترات عن مركز القضاء، يحدها من الغرب قضاء الضلوعية، ومن الشرق قضاء الخالص، ومن الشمال قضائي الدور وسامراء، ومن الجنوب قضاء بلد، تتكون الناحية من 12 مقاطعة، وهي:
1. البوفراج 27.
2. عابرية وام شعيفة 29
3. السديرات 39
4. الضباعي والمسطاح 32
5. تلول الشكر 30
6. حيالة وجزر 40
7. كرية
8. ابو حمامة
9. المرات
10. الشيخ محمد
11. عيثة الوليد 41
12. ابو حليج 41.